# Левек, Реймон
Реймон Левек (фр. Raymond Lévesque; 7 октября 1928, Монреаль, Квебек — 15 февраля 2021) — квебекский бард
, поэт, писатель
 и драматург.

## Биография
Изучал фортепиано у Родольфа Матьё (Rodolphe Mathieu), а театральное искусство — у мадам Оде (fr:Madame Audet). Его талант открыл квебекский певец и радиоведущий Фернан Робиду (fr:Fernand Robidoux), который пригласил его на свою радиопередачу в 1947 г., чтобы Левек исполнил несколько его композиций. Далее Левек выступал в монреальском кабаре «У золотого фазана» (fr:Au Faisan Doré), а позднее — в кабаре «Сен-Жермен-де-Пре» (fr:Cabaret Saint-Germain-des-Prés).
В 1952—1954 гг. озвучивал телесериал Mes jeunes années вместе с Колетт Бонёр.
Начиная с 1954 г. проживал во Франции, где провёл 5 лет. Его песни записывала компания Barclay. Их исполняли многие известные исполнители той эпохи, в частности, Бурвиль, Жан Саблон, Кора Вокер и Эдди Константин. Также он выступал на сцене парижских мюзик-холлов и небольших кабаре, в частности, Le Port du Salut и La Colombe. Именно в этот период он сочинил свою песню Quand les hommes vivront d'amour, навеянную событиями алжирской войны. Песня позднее стала исключительно популярной как в Квебеке, так и во Франции, её исполняли многие другие исполнители.
В 1956 г. создал песню в память Оноре Бальзака, которую исполняли он сам и Бурвиль.
В 1959 г. вернулся в Квебек, где основал музыкальное кафе Les Bozos. Также в 1959—1964 гг. работал на общеканадском телевидении в телероманах и передаче для молодёжи Coucou.
Начиная с 1968 г., при поддержке Жиля Виньо, начал писать стихи, театральные пьесы и романы.
В 1980 г. получил Премию Феликса.
В 1986 г. в связи с глухотой прекратил исполнение песен.
Активно участвовал в общественно-политической жизни Квебека.

## Сочинения

### Поэзия
- 1968 : Quand les hommes vivront d’amour
- 1971 : Au fond du chaos
- 1971 : Le malheur n`a pas des bons yeux
- 1974 : On veut rien savoir
- 1977 : Le Temps de parler
- 1981 : Électrochoc
- 1989 : Quand les hommes vivront d’amour II

### Разное
- 1959 : Au cabaret avec Raymond Lévesque, dix nouvelles chansons
- 1970 : Bigaouette (pièce de théâtre)
- 1986 : D’ailleurs et d’ici (autobiographie)
- 1990 : Le P’tit Québec de mon cœur (recueil de chansons)
- 2008 : Raymond Lévesque : une vie d’ombre et de lumière. Биография в соавторстве с Селин Арсено (Céline Arsenault).

## Избранная дискография
- 1983 : Québec Love, La collection — Raymond Lévesque
- 2006 : Quand les hommes vivront d’amour.
- 2006 : Ils chantent Raymond Lévesque. Disques XXI-21.

## Музыкальные комедии
- 1974 : Tharèse
- 1980 : On veut savoir
- 1983 : C’est à ton tour mon cher René
- 1986 : Waitress
- 1988 : Deux mille ans après Jésus-Christ